# ドロダイ
ドロダイ(モンゴル語: Dolodai、? - ?)とは、モンゴル帝国に仕えたタングート人将軍の一人。『元史』などの漢文史料では朶羅台(duŏluótái)と記される。

## 概要
ドロダイの祖父は小丑という名前で、チンギス・カンの西夏遠征に従軍して功績を挙げた人物であった。小丑は弓に長けていたために怯憐口の行営弓匠百戸に任じられ、カラコルムに移住してそこで亡くなった。その息子がタルグタイで、クビライとアリク・ブケとの間で帝位継承戦争が勃発すると、 その最大の激戦となったシムルトゥ・ノールの戦いに従軍して戦死した。
タルグタイの息子ドロダイは当初イェスルらの指揮下にあって武功を積み、前衛親軍百戸に任じられた。後には昭信校尉・芍陂屯田千戸所ダルガチとなったが、病のため引退した。また、ドロダイの弟ココチュは父祖同様弓に長けていたためクビライに近侍として取り立てられた。
ドロダイの息子はトゴンといい、御史台訳史、監察御史を経て四川行省左右司員外郎・四川廉訪司僉事を務めた。